# Everspace
Everspace est un jeu de tir spatial 3D développé et édité par Rockfish Games. Il est sorti en 2017 sur Microsoft Windows, Linux, macOS, PlayStation 4, Xbox One et Nintendo Switch. Une suite, Everspace 2 est sortie en 2023.